# Весеуш
Весеуш (рум. Veseuș) — село у повіті Алба в Румунії. Входить до складу комуни Жидвей.
Село розташоване на відстані 255 км на північний захід від Бухареста, 48 км на північний схід від Алба-Юлії, 69 км на південний схід від Клуж-Напоки, 132 км на північний захід від Брашова.

## Населення
За даними перепису населення 2002 року у селі проживали 1044 особи.
Національний склад населення села:
| Національність | Кількість осіб | Відсоток |
| -------------- | -------------- | -------- |
| румуни         | 501            | 48,0%    |
| цигани         | 470            | 45,0%    |
| угорці         | 69             | 6,6%     |

Рідною мовою назвали:
| Мова      | Кількість осіб | Відсоток |
| --------- | -------------- | -------- |
| румунська | 856            | 82,0%    |
| циганська | 118            | 11,3%    |
| угорська  | 67             | 6,4%     |